# The Ultimate Aural Orgasm
The Ultimate Aural Orgasm je dvanácté studiové album německé skupiny Scooter. Bylo vydáno 9. února 2007 a obsahuje 12 skladeb. Je to první album, které vzniklo v nové sestavě (Michael Simon nahradil Jaye Froga). Ti, kteří si album předobjednali, dostali navíc přes iTunes bonusovou skladbu „Firth of Clyde“. Obal alba je poctou albu Music for the Masses od Depeche Mode z roku 1987.

## Seznam skladeb
| Pořadí         | Název                      | Délka |
| -------------- | -------------------------- | ----- |
| 1.             | Horny in Jericho           | 2:50  |
| 2.             | Behind the Cow             | 3:36  |
| 3.             | Does the Fish Have Chips?  | 3:25  |
| 4.             | The United Vibe            | 3:49  |
| 5.             | Lass Uns Tanzen            | 4:28  |
| 6.             | U.F.O. Phenomena           | 5:04  |
| 7.             | Ratty's Revenge            | 4:50  |
| 8.             | The Shit That Killed Elvis | 3:56  |
| 9.             | Imaginary Battle           | 3:57  |
| 10.            | Scarborough Affair         | 4:26  |
| 11.            | East Sands Anthem          | 4:14  |
| 12.            | Love Is an Ocean           | 5:45  |
| Celková délka: | Celková délka:             | 50:20 |

## Informace
- Text a hudba „Behind the Cow“ je založena na různých verzích „What Time Is Love?“ od The KLF a „Black Celebration“ od Depeche Mode.
- „The Shit That Killed Elvis“ pomáhal vytvořit Jimmy Pop z americké popové skupiny The Bloodhound Gang.
- „Imaginary Battle“ vzorkuje píseň „Church of the KLF“ od The KLF z roku 1991 z alba The White Room.
- „Scarborough Affair“ vzorkuje tradiční anglickou baladu „Scarborough Fair“.
- „Ratty's Revenge“ vzorkuje irskou folkovou píseň „She Moved Through the Fair“.
- „Ratty's Revenge“ a „Scarborough Affair“ zpívá Nikky, žena Rickyho Jordana.
- "Does the Fish Have Chips?" vzorkuje skupiny Blur a The Prodigy.